# Pietro Paolo Rucellai
Pietro Paolo Rucellai (Firenze, XV secolo – XVI secolo) è stato un religioso italiano.
Dal 1500 al 1504 viaggiò in Terrasanta, visitando Rodi, Cipro e l'Egitto; la sua relazione è una delle più significative del XVI secolo.